# Iris Eichenberg
Ina Iris Eichenberg (Göttingen, 18 mei 1965) is een Duits beeldend kunstenaar die bekendheid verwierf als ontwerper van sieraden. Zij werkt in Bloomfield Hills, Michigan, USA.

## Biografie
Eichenberg werd aanvankelijk opgeleid tot verpleegkundige in haar geboorteplaats Göttingen. Ze maakte de overstap naar kunst en volgde een opleiding aan de afdeling Edelsmeden van de Gerrit Rietveld Academie te Amsterdam (1989-1994). Na afronding ontving zij de Gerrit Rietveldprijs. In haar werk laat zij zich inspireren door het menselijk lichaam, zij maakt daarbij gebruik van uiteenlopende materialen en technieken: wol, zilver, medische plastics, breien. Ze volgde Ruudt Peters op als coördinator van de afdeling Edelsmeden aan de Rietveld Academie, van 2000-2007. In 2006 accepteerde zij een aanstelling als artist in residence en hoofd van de Metalsmithing Department aan Cranbrook Academy of Art in Bloomfield Hills, Michigan, USA. Vanaf 2007 heeft ze daar een fulltime positie. Ze wordt regelmatig uitgenodigd voor lezingen, workshops en visiting critic door academies in Europa, Azië, Afrika en Noord-Amerika. Haar werk bevindt zich in museumcollecties in Europa en Noord-Amerika.
In 2001 won Eichenberg de Herbert Hofmann Preis. In 2021 won zij de Susan Beech mid career grant van de Art Jewelry Forum.